# 山名小太郎
山名 小太郎（やまな こたろう、生没年不詳）は、室町時代の武将。実名は不詳。山名教之の5男で豊之、豊氏、之弘、元之の弟。
文明11年（1479年）、兄の元之と甥の政之が伯耆守護職を巡って対立し、内紛が生じると元之党に属して守護側と戦った。しかし文明13年（1481年）8月に敗れて美作に逃亡、赤松氏の保護を受けた。延徳元年（1489年）、赤松氏の支援を受けた小太郎は甥で元之の子新九郎を擁立し、再度伯耆へ侵入したが、政之の弟の尚之と戦って敗れ、同国由良庄より逃亡した。その後の消息は不明（異説あり、後述）。
一説によれば小太郎は延徳元年正月、由良庄からの逃亡途中に現在の関金町付近で討死したといわれる（参考・『塩冶高貞と南條氏追録』）。赤松氏の支援を受けた小太郎が逃亡先に美作を選び、逃亡路として関金の奥にある犬挟峠を通ろうとしたことは想像に難くなく、十分に有り得る説であるが、根拠となる参考文献が示されていない。そのため、本項では参考までに留めることにする。